# Aligot de collar negre
L'aligot de collar negre (Busarellus nigricollis) és un ocell rapinyaire de la família dels accipítrids (Accipitridae) i única espècie del gènere Busarellus. Habita la selva humida, aiguamolls i manglars de l'àrea Neotropical, des de Sinaloa i Veracruz, a través de Mèxic, Amèrica Central i la major part d'Amèrica del Sud a l'est dels Andes, fins al Paraguai, Uruguai, sud del Brasil i nord de l'Argentina. El seu estat de conservació es considera de risc mínim.